# 등가시치
등가시치(Zoarces gillii)는 조기어류 쏨뱅이목 등가시치과에 속하는 물고기이다. 일본과 한국 동부 사이, 주로 황해에서 발견된다.

## 같이 보기
- 등가시치과
- 등가시치하목